# Jaroslav Křivý
Jaroslav Křivý (23. dubna 1936 – 2020) byl československý basketbalista a sportovní funkcionář. Je zařazen na čestné listině zasloužilých mistrů sportu.
Byl 14 sezón hráčem družstva Slavia VŠ Praha (1954–1968), s nímž byl dvakrát mistrem a čtyřikrát vicemistrem Československa.
V československé basketbalové lize po roce 1962 (zavedení podrobných statistik zápasů) v osmi sezónách zaznamenal 1014 bodů. S týmem dvakrát startoval v Poháru evropských mistrů a skončili na druhém místě v roce 1966 a na třetím místě v roce 1967. V roce 1968 hráli ve finále soutěže FIBA - Evropský pohár vítězů pohárů a před 65 tisíci diváků prohráli s AEK Athens (GRE) 82–89. V roce 1969 tento pohár tým vyhrál po výhře ve Vídni nad Dynamo Tbilisi (Gruzie) 80:74. 
S československou basketbalovou reprezentací získal na Mistrovství Evropy 1959 stříbrnou medaili. Za reprezentační družstvo Československa v letech 1958–1959 odehrál celkem 20 zápasů. Na Světové univerziádě v Sofii s týmem Československa získal bronzovou medaili.
V letech 1993 až 2007 v České basketbalová federace vykonával funkci guvernéra Asociace ligových klubů České basketbalové ligy - NBL. V roce 2012 byl uveden do Síně slávy České basketbalová federace.

## Sportovní kariéra

### Hráč klubů
- 1954–1957 Slavia ITVS Praha: 1x 4. místo (1957), 2x 6. místo (1955, 1956)
- 1957–1968 Slavia VŠ Praha: 2x mistr (1965, 1966), 4x vicemistr (1963, 1964, 1967, 1968), 4. místo (1961), 4x 5. místo (1958, 1959, 1960, 1962)
- 1. liga basketbalu Československa, celkem 14 sezón a 6 medailových umístění
  - 2x mistr Československa: 1965, 1966, 4x vicemistr: 1963, 1964, 1967, 1968
- Pohár evropských mistrů
  - 1965/66: v semifinále AEK Athens (GRE) 103-73, ve finále prohra s Olimpia Miláno (ITA) 72–77
  - 1966/67: v semifinále prohra s Olimpia Miláno (ITA) 97–103, o 3. místo výhra nad Olimpija Ljubljana (SLO) 88–83
- Pohár vítězů pohárů
  - 1967/68: v semifinále Vorwärts Leipzig (GER) 58–57, 98–76, ve finále před 65 tisíci diváků prohra s AEK Athens (GRE) 82–89,
  - 1968/69: v semifinále Olimpija Ljubljana (SLO), 83–76, 82–61, ve finále ve Vídni výhra nad BK Dinamo Tbilisi (GRU) 80–74

### Československo
- Za reprezentační družstvo Československa v letech 1958–1959 hrál celkem 20 zápasů, z toho na světových a evropských soutěžích 7 zápasů, v nichž zaznamenal 31 bodů
- Mistrovství Evropy mužů – 1959 Istanbul, Turecko (31 bodů /7 zápasů) 2. místo

### Sportovní funkcionář
- 1993–2007 Česká basketbalová federace, guvernér Asociace ligových klubů